# Dunkleosteus
Dunkleosteus este un gen disparut de pește placoderm artrodien care a existat în perioada târzie devoniană, cu aproximativ 358-382 milioane de ani în urmă. Unele specii, cum ar fi D. terrelli, D. marsaisi și D. magnificus, se numără printre cele mai mari placoderme artrodiene care au trăit vreodată.
Cea mai mare specie, D. terrelli, măsurând până la 6 m (20 ft) lungime  și 1 t (1,1 tone) a fost un prădător de vârf hipercarnitiv. Alte placoderme, cu excepția, poate, a lui Titanichthys , au rivalizat cu Dunkleosteus în dimensiune.
Dunkleosteus este un arthrodire pachyosteomorph inițial plasat în familia Dinichthyidae, o familie compusă mai ales din artrodiere mari, carnivore, cum ar fi Gorgonichthys. Anderson (in 2009) sugerează că, datorită structurii primitive a maxilarului, Dunkleosteus ar trebui plasat în afara familiei Dinichthyidae, probabil aproape de baza clasei Pachyosteomorpha, lângă Eastmanosteus. Carr și Hlavin (in 2010) revitalizează Dunkleosteidae și plasează Dunkleosteus, Eastmanosteus și alte câteva genuri din Dinichthyidae din cadrul acestuia. (la rândul lor, Dinichthyidae, este transformată într-o familie monospecifică).
Studiile noi au dezvăluit câteva caracteristici atât în ceea ce privește hrana și biomecanica, cât și ecologia și fiziologia sa. Placodermi a apărut pentru prima oară în Silurian, iar grupul a dispărut în timpul tranziției de la Devonian la Carboniferous, lăsând niciun descendent cunoscut. Clasa a persistat în istoria fosilelor timp de cel puțin 70 de milioane de ani, în comparație cu istoria rechinilor de 400 milioane de ani
În ultimele decenii, Dunkleosteus a obținut recunoașterea în cultura populară, cu un număr mare de exemplare expuse și apariții notabile în mass-media de divertisment, cum ar fi Sea Monsters - A Walking with Dinosaurs Trilogy si River Monsters. Numeroase fosile din unele specii au fost găsite în America de Nord, Polonia, Belgia și Maroc. Denumirea Dunkleosteus combină osteus-ul grecesc (osteos), adică "os", și Dunkle, în onoarea lui David Dunkle de la Muzeul de istorie naturală din Cleveland.( en. Cleveland Museum of Natural History).

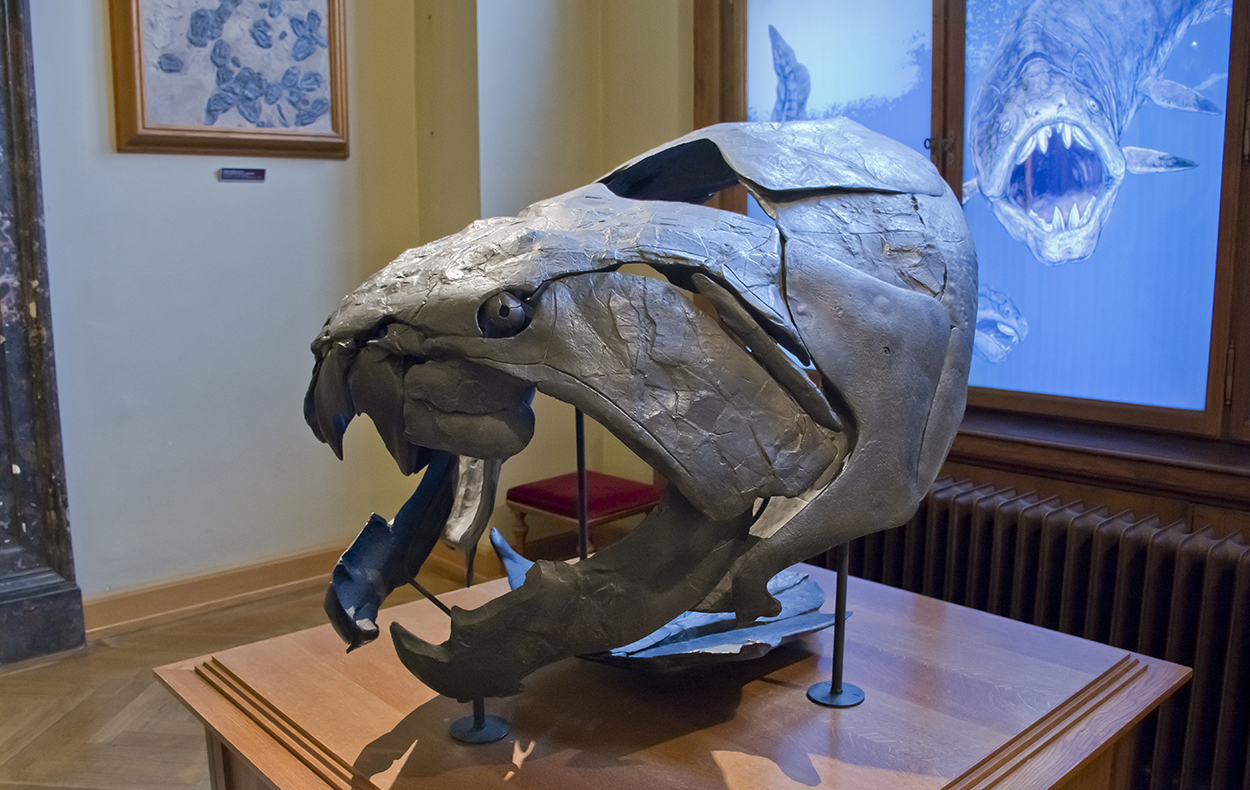
Fosila la Vienna Natural History Museum

## Istorie
Dunkleosteus a fost numit în 1956 pentru a onora il pe David Dunkle, apoi curator al paleontologiei vertebrate la Muzeul de istorie naturală din Cleveland. Speciile de tip (D. terrelli) au fost descrise inițial în 1873 ca specie de Dinichthys.